# Rio Capetinga
O rio Capetinga é um rio brasileiro do estado de São Paulo e um pequeno rio que nasce dentro do município de Aguaí, no Estado de São Paulo e deságua no Rio Moji-Guaçu, próximo a divisa de Leme com Pirassununga.